# 有木竜郎
有木 竜郎（ありき たつろう、1986年10月14日 - ）は、日本の作曲家、編曲家、ピアニスト、キーボーディスト。埼玉県出身。

## 略歴
ジャズ、フュージョン、R&B、EDM などを中心とした多彩な音楽性で、ドラマ「トットちゃん！」、「明日の君がもっと好き」、 NHK 2017 年ウィンタースポーツ PR テーマ曲、NHK 情報番組「首都圏情報ネタドリ！」テーマ曲など、数多くの映像 音楽を担当。また、中島美嘉、AKB48、乃木坂46、欅坂46 など、数々のアーティストの作曲・編曲・サウンドプロデュースを 手がけている。

## 作品

### TV番組
- NHK Eテレ『趣味の園芸　やさいの時間』テーマ音楽「あぜ道を抜けて」（編曲・杉山勝彦と共作）(2012年)
- BSフジ「一滴の向こう側」テーマ曲 作曲 (2013年)
- ドラマ「ほっとけない魔女たち」音楽担当（森英治と共作）(2014年)
- 読売テレビ 「ウェークアップ!ぷらす」 オープニングテーマ「Blue blue sky」作曲(2014年)
- 中国ドラマ「麻雀 Sparrow」(2016年) S.E.N.S. Project名義
- 中国ドラマ 「麗王別姫 〜花散る永遠の愛〜」(2016年) S.E.N.S. Project名義
- NHK ウィンタースポーツ2017「いくぜ。冬」テーマ曲「jumpin'」作曲(2017年)
- NHK「金曜イチから」テーマ曲「Friday's Magic」作曲(2017年)
- ドラマ「トットちゃん!」音楽担当(2017年) S.E.N.S. Project名義
- 中国ドラマ「三国志〜司馬懿 軍師連盟〜」(2017年) S.E.N.S. Project名義
- ドラマ「明日の君がもっと好き」音楽担当(2018年)
- 中国ドラマ「笑傲江湖 レジェンド・オブ・スウォーズマン」(2018年) S.E.N.S. Project名義
- NHK「首都圏情報 ネタドリ!」テーマ曲「The Lively Street」作曲 (2018年)
- NHK「聖火ロード 5min.」テーマ曲「Sacred Fire」作曲 (2019年)
- ドラマ「私刑人～正義の証明」メインテーマ作曲（2020年）
- ドラマ「真夏の少年～19452020」メインテーマ作曲（2020年）
- ドラマ「友情〜平尾誠二と山中伸弥「最後の一年」〜」音楽制作（2023年）
- NHK「日曜討論」テーマ曲・音楽 (2024年)
- アニメ「君に届け 3RD SEASON」（2024年）S.E.N.S. Project名義

### 映画
- 「BADコミュニケーション」音楽 (2013年)
- 「ハイキック・エンジェルス」音楽 (2014年)
- 中国映画「零零后」音楽（2019年）
- 「じょっぱり 看護の人 花田ミキ」音楽 (2024年)
- 「ら・かんぱねら」音楽 (2025年)

### 作曲
- 鈴木もも
  - 「Dream Catcher」(2009年)
- 伊吹唯
  - 「Login～あなた神様に似ている～」(作曲・編曲) (2011年)
- 滴草由実
  - 「I don't cry」(作曲・編曲) (2013年)
  - 「この街で」(作曲・編曲) (2015年)
- YU-A
  - 「最後でいい」(作曲)（堂野晶敬と共作） (2015年)
- 能登有沙
  - 「おやすみ星」(作曲・編曲) (2016年)
  - 「おやすみ星（2017ver.）」(作曲・編曲) (2017年)
  - 「pieces」(作曲・編曲) (2017年)
- meg
  - 「大丈夫」(作曲・編曲)(2016年)
- KOBerrieS♪
  - 「F or L」(作曲・編曲・プロデュース)(2018年)
- 岡田奈々
  - 「生きる理由」(作曲・編曲)(2023年)

### 編曲
- 滴草由実
  - 「LET'S GO」(2009年)
- 中島美嘉
  - 「Dear」ストリングスアレンジ（杉山勝彦と共作）(2011年)
- azusa
  - 「pastel」(2011年)
- Sunya
  - 「ありがとう」(2011年)
- 佐藤史果
  - 「からっぽ」(2011年)
- 宮崎奈穂子
  - 「ひげおじさんのパスタに会いに行こう」(2011年)
- 冨永裕輔
  - 「Natural」(2011年)
  - 「Passion」(2011年)
  - 「明日への翼」(2015年)
- AKB48
  - 「夢の河」（杉山勝彦と共作）(2012年)
  - 「あの日の風鈴」（杉山勝彦と共作）(2012年)
  - 「ノーカン」（杉山勝彦と共作）(2012年)
  - 「僕たちは 今 話し合うべきなんだ」（杉山勝彦と共作）(2012年)
  - 「キスまでカウントダウン」（杉山勝彦と共作）(2013年)
- 天地真理
  - 「オリジナル・ミュージック・コレクション」(2012年)
- 冨永裕輔
  - 「INSPIRE」(2012年)
- 乃木坂46
  - 「君の名は希望」（杉山勝彦と共作）(2013年)
  - 「私のために 誰かのために」（杉山勝彦と共作）(2013年)
  - 「僕がいる場所」（杉山勝彦と共作）(2014年)
  - 「ひとりよがり」（杉山勝彦と共作）(2014年)
  - 「羽根の記憶」（杉山勝彦と共作）(2015年)
  - 「きっかけ」（杉山勝彦と共作）(2016年)
  - 「もし君がいなければ」（杉山勝彦と共作）(2019年)
- 私立恵比寿中学
  - 「禁断のカルマ」（杉山勝彦と共作）(2013年)
  - 「キングオブ学芸会のテーマ 〜Nu Skool Teenage Riot〜」（吉田哲人、el poco maroと共作）(2015年)
- てんかすトリオ
  - 「永遠のトリニティー」(2013年)
- 中川翔子
  - 「白いチョウの夢」（杉山勝彦と共作）(2014年)
- 3B junior
  - 「ゆめかなエール」(2014年)
- USAGI
  - 「イマジン」（杉山勝彦と共作）(2014年)
  - 「愛を誓うよ」（杉山勝彦と共作）(2014年)
  - 「桜のような恋でした」（杉山勝彦と共作）(2014年)
  - 「Hello」（杉山勝彦と共作）(2014年)
  - 「ここから」（杉山勝彦と共作）(2014年)
  - 「好きをこえたヒト」（杉山勝彦と共作）(2015年)
  - 「また明日」（杉山勝彦と共作）(2015年)
  - 「最終バス」（杉山勝彦と共作）(2015年)
  - 「愛賛歌」（杉山勝彦と共作）(2015年)
  - 「スタッフロール」（杉山勝彦と共作）(2015年)
- 祐日
  - 「君へ」(2014年)
  - 「茜色の空」(2015年)
  - 「全てのことにありがとう」(2015年)
- chay
  - 「nineteen」（深沼元昭と共作）(2015年)
  - 「Uncontrolled」(2024年)
- 平原綾香
  - 「ソメイヨシノ」(2015年)
  - 「Melody」(2015年)
- KOBerrieS♪
  - 「Glory Days」(2015年)
- A応P
  - 「全力バタンキュー」（池波晏寿と共作）(2016年)
  - 「花咲か人生ええじゃないか！」（池波晏寿と共作）(2017年)
- 欅坂46
  - 「青空が違う」（杉山勝彦と共作）(2016年)
- V.A.
  - 「voices in a bottle～海を越え届いた歌声～」(2011年)
- Wi-Fi-5
  - 「始まりのカレッジ」(2017年)
  - 「Lovely Shooting Star」(2017年)
- 日向坂46
  - 「どうして雨だと言ったんだろう?」（杉山勝彦、石原剛志と共作）(2020年)

### サウンドプロデュース
- OSTER "BIG BAND" project「GOSSIP CATS」(2011年)
- MOCA「Meaning」（サウンドプロデュース・作曲) (2012年)
- rüüa「with Ü」(2014年)
- 高松豪「桜散るように」(2014年)

### 舞台
- 「TRICKSTER〜the STAGE〜」音楽 (2017年)

## ディスコグラフィー

### オリジナルアルバム
- 「Pianization!」(2013年)

### サウンドトラック
- 「ほっとけない魔女たち」オリジナル・サウンドトラック(2014年)
- 「明日の君がもっと好き」オリジナル・サウンドトラック(2018年)
- 「じょっぱり 看護の人 花田ミキ」オリジナル・サウンドトラック(2024年)